# عندما نغادر
عندما نغادر هو فيلم من نوع دراما أُصدر في 13 فبراير 2010. الفيلم من إخراج وسيناريو فيو ألاداج.

## القصة
تقع أحداث الفيلم في برلين. وقصة الفيلم الرئيسية حول جرائم الشرف.

## طاقم التمثيل
- Meral Perin [الإنجليزية]‏
- ادين حسنوفيتش
- أوفوك بيرقدار
- Ayla Arslancan [الإنجليزية]‏
- تامر يجيت  [لغات أخرى]‏
- Rosa Enskat  [لغات أخرى]‏
- Aram Arami  [لغات أخرى]‏
- ألميلا باغرياتشيك
- Demir Gökgöl [الإنجليزية]‏
- اورهان غونر  [لغات أخرى]‏
- سيتار تانريوجين
- تامر إيجيت
- ديريا ألابورا
- ماكس موريل  [لغات أخرى]‏
- الوارة هوفلس
- Blanca Apilánez  [لغات أخرى]‏
- نورسيل كوس
- سبيل كيكيلي
- فلوريان لوكاس
- تورجاي تانوكو

## الإنتاج
موسيقى الفيلم التصويرية كانت من تأليف ماكس ريختر.

## وصلات خارجية
- عندما نغادر على موقع IMDb (الإنجليزية)
- عندما نغادر على موقع ميتاكريتيك (الإنجليزية)
- عندما نغادر على موقع نتفليكس (الإنجليزية)
- عندما نغادر على موقع قاعدة بيانات الأفلام العربية
- عندما نغادر على موقع ألو سيني (الفرنسية)
- عندما نغادر على موقع Turner Classic Movies (الإنجليزية)
- عندما نغادر على موقع أول موفي (الإنجليزية)
- عندما نغادر على موقع بوكس أوفيس موجو (الإنجليزية)
- عندما نغادر على موقع فيلمافينيتي (الإسبانية)
- عندما نغادر على موقع قاعدة بيانات الفيلم (الإنجليزية)